# Павлово (Уренский район)
Павлово — деревня в Уренском районе Нижегородской области. Входит в состав Большепесочнинского сельсовета.

## Население
| 1916 | 2002 | 2010 |
| ---- | ---- | ---- |
| 161  | ↘20  | ↘4   |

Национальный состав
Согласно результатам переписи 2002 года, в национальной структуре населения русские составляли  100% из 20 человек.